# Civilization VI
Sid Meier's Civilization VI — відеогра жанру глобальної покрокової стратегії із серії «Civilization» Сіда Меєра, розроблена компанією Firaxis Games. Випущена 2K Games 21 жовтня 2016 року, а в лютому наступного року відеогра була портована на Linux. Версія для Nintendo Switch вийшла 16 листопада 2018 року. З 22 листопада 2019 року доступна також для Xbox One і PlayStation 4, а з 13 серпня 2020 на Android.
Традиційно для серії гравець керує розвитком нації, турбуючись про її розвиток, ведучи війни і дипломатичні перемовини.

## Ігровий процес

Грецька цивілізація у XX столітті

### Основи
Як і в попередніх частинах, гравець керує розвитком обраної цивілізації (нації), розвиваючи її впродовж ігрових років і епох. Ігровий процес поділено на кроки, за кожен можна виконати обмежену кількість дій. Основний процес відбувається на карті світу, поділеній на шестикутні клітинки. Початково вона прихована і розвідується в міру подорожей представників нації або в ході обміну інформацією з іншими націями. Кожна клітинка має свої особливості, такі як ландшафт, наявність ресурсів. Гра за різні цивілізації має свої тонкощі. Кожна з них має загальний бонус цивілізації, бонус лідера, унікального юніта і об'єкт інфраструктури. Опонентами гравця виступають керовані штучним інтелектом нації, або інші гравці.
Традиційно для серії гравець може обрати звичайний світ, чи згенерований комп'ютером за заданими умовами, який має інакше розташування материків і природні умови. Карта світу поступово досліджується розвідниками чи військами і гравець дізнається місцерозташування стратегічно важливих місцевостей. Початково він володіє невеликою територією, яка забудовується містом, даючи бонуси, відповідно до свого типу. Надалі стає можливим засновувати нові міста і зміцнювати армію, розвивати релігію, культуру, науку й дипломатію.
Кожна з націй має лідера, який представляє її в дипломатичних перемовинах і дає особливі можливості. Всі лідери засновані на реальних історичних особах і мають модель поведінки, яка відтворює реальні події. Крім великих націй, існують міста-держави, що не розвиваються самостійно, але з якими можна вести торгівлю та асимілювати їх.
Існує кілька видів перемоги: Наукова (відправити на Марс всі модулі позаземної колонії), Військова (захопити столиці всіх інших націй), Культурна (досягти притоку туристів, рівного кількості внутрішніх туристів у інших націй) та Релігійна (зробити свою релігію панівною в світі). В доповненні Gathering Storm також можлива Дипломатична перемога (досягнути ліміту очок, що присуджуються за успішні дипломатичні дії).

### Розвиток нації
Навколо міст поширюється зона володінь нації, клітинки яких можна обробити, добуваючи на них ресурси чи віддаючи під забудову. На кожній клітинці можливо звести один міський квартал чи особливу споруду. Наприклад, клітинки з рудою дають змогу побудувати шахту, гори дають бонуси до науки і релігії, а вихід до моря дозволяє розвинути торгівлю, звівши порт. Взаєморозташування кварталів і споруд дає як переваги, так і штрафи. Деякі можуть позитивно впливати на інші, деякі — негативно чи просто не давати ефекту при неправильному розміщенні. Частина споруд може бути зведена тільки за наявності інших, як бібліотека, що вимагає існування в місті кампусу. Існують виняткові споруди, так звані Чудеса світу, які дають особливі переваги. Однак, кожне Чудо світу може існувати тільки в єдиному екземплярі на всю планету. Додатково такі споруди вимагають дотримання вимог особливого типу клітинки, де будуть збудовані, наявності поруч певних споруд і типів місцевості. Суміжні клітинки можна придбати за золото, яке слугує універсальною валютою, чи отримати з часом автоматичну в міру зростання впливу нації.
Населення відображається умовними жителями, яких необхідно розселяти і забезпечувати їхній добробут для нормального розвитку нації. Різні квартали можуть вмістити різну кількість жителів, відповідно до своєї спеціалізації. Кожне місто має параметр щастя, який впливає на те як добре чи неохоче жителі працюватимуть. Нові міста засновуються поселенцями, робітники виконують будівництва і вдосконалення, проповідники поширюють релігії, а різного роду війська обороняють рідні володіння чи завойовують ворожі. Воїни в боях отримують досвід, за який відкривають вдосконалення. Якщо дозволяє рівень розвитку технологій, одні види військ можна перетворити на інших, досконаліших. Наприклад, пращників на лучників, заплативши трохи золота. Особливістю Civilization VI у військовій справі є змога утворювати комбінації пов'язаних між собою юнітів. Надалі відкриваються такі юніти як археологи, натуралісти, медики, шпигуни. На відміну від попередніх ігор серії, в Civilization VI цивільні юніти можуть виконати обмежену кількість дій, після чого зникають.
Відкривши іншу націю, з нею можна налаштовувати дипломатичні стосунки: оголошувати війну, торгувати, висунути вимоги чи домовитися про співпрацю.

### Ресурси
Для розвитку необхідні не лише території, а й ресурси. Базові ресурси — це їжа (сприяє зростанню населення), золото (за нього миттєво викупляються юніти, споруди та клітинки, оплата угод), виробництво (визначає швидкість будівництва і найму), віра (за неї викупляються релігійні юніти та деякі споруди) наука (визначає швидкість розвитку науки), та культура (визначає швидкість розвитку культури).
Додаткові ресурси представлені різними речами, від каменю чи урану до вина і артефактів давнини. Не маючи каменоломні, неможливо звести міські мури, а без родовища заліза не можна дати воїнам залізну зброю, навіть знаючи як її створювати. Надлишок чи недостача ресурсів спонукає до війн і торгівлі. Щоб виявляти, добувати і використовувати ресурси, нація повинна мати відповідний рівень технологічного розвитку.

### Наука і культура
Впродовж гри відкриваються нові технології, де майже кожна відкриває доступ до іншої за принципом «дерева технологій». Наприклад, гончарство відкриває доступ до іригації та винайдення письма. В цій частині серії «дерево технологій» поділене на дві частини, де одна розвивається за рахунок очок науки, інша — за рахунок очок культури. І ті, і ті отримуються щокроку від відповідних кварталів і споруд, а також особливих природних і рукотворних об'єктів у володіннях гравця. Процес вивчення технологій і досягнень культури відбувається кілька кроків, у залежності від прибутку очок. Періодично відбуваються моменти «осяянь», при яких відкриття в науці чи культурі роблять миттєві ривки. Технології згруповані за епохами: Стародавня, Антична, Середньовіччя, Відродження, Індустріальна, Модерна, Атомна та Інформаційна.
Як притаманно серії Civilization, в прогресі нації є умовності. Галузі знань не пов'язані жорстко і часто незалежні, а багато вдосконалень залежать тільки від рішення гравця. Тому може трапитися, що нація має на озброєнні одночасно літаки і мечників; будує складні машини, але не володіє литтям металів.
Видатні люди (винахідники, митці, генерали, пророки і т. д.) дають унікальні та значні переваги нації, але шанс їх появи визначається спеціальними очками видатних осіб. Також їх можливо створити вкладенням золота або розвитком віри. Якщо видатна людина з'являється в однієї нації, наприклад, Архімед, інші вже ніколи її не отримають. Більшість видатних людей приносять користь тільки коли поміщені у відповідний квартал. Так, учений робить відкриття в кампусі, а пророк засновує релігію у священних місцях, потім вдосконалюючи користь від неї проголошенням вірувань. Митці додатково створюють шедеври мистецтва, що поміщаються до комірок відповідних будівель. Шедеври розвивають культуру й віру, на пізніх етапах приваблюють туристів, ними можна торгувати.
Нації мають релігії, які дають бонуси, відповідно до своїх догматів. Одні приносять золото чи очки культури, інші дозволяють посилювати війська чи дають інші переваги в різних сферах життя. Гравець може завдяки пророкам встановлювати релігію нації, обравши з готових чи створивши власну з набору характеристик. Проте не всі міста приймають релігію, а інші нації можуть неприязно ставитися до іновірців. З часом роль релігії падає, але очки віри від святинь витрачаються на таких юнітів, як натуралісти, та найм видатних осіб.

### Схеми управління
Sid Meier's Civilization VI має схеми управління нацією, які складаються з форм правління і обраних для них можливостей. Впродовж гри нація може змінювати форму правління, отримуючи різні можливості, виражені картками, що вкладаються до спеціальних слотів. Загалом слоти є військові, економічні, дипломатичні та універсальні.
З часом кількість доступних форм правління зростає і вони отримують більше слотів. Якщо племінний лад має два, то монархія — шість. Також форма правління визначає типи доступних слотів. До прикладу, фашизм має чотири військових із загальних восьми. Демократія в числі своїх восьми — один військовий, але три економічних. Одні картки прискорюють навчання різних видів військ, інші дають особливі переваги від торгових шляхів або від міст-держав, додаткові дії для робітників. Нові картки отримуються в ході розвитку культури.

### Нації
- Австралія (Джон Кертін) — загалом мирна нація, що отримує бонуси в містах, побудованих на узбережжях. Оборонна війна чи звільнення міста подвоює рівень виробництва. Війська дигери сильнішають за межами батьківщини або поблизу води. Унікальною спорудою є ефективніша за звичайну скотарська ферма.
- Америка (Теодор Рузвельт) — вирізняється малим часом, потрібним для отримання бонусів від уряду. Війська американців мають переваги при боях на рідному континенті. Їм доступні винищувачі, що вирізняються дальністю польотів і силою у повітряному бою, та вершники, які генерують очки культури від убивств ворогів на рідній землі. Америка може зводити на пізніх етапах національні парки й кіностудії, які суттєво розвивають культуру.
- Англія (Королева Вікторія або Елеонора Аквітанська) — володіє перевагами в розвитку культури від будівництва музеїв та археології. Так звані морські пси англійців уміють захоплювати ворожі судна, а «червоні мундири» отримують посилення, якщо борються на інших континентах. Королівська верф наділяє кораблі додатковим запасом ходу, сприяє прибуткам і появі великих адміралів. Додана в доповненні Gathering Storm Елеонора Аквітанська зменшує лояльність у навколишніх містах сусідніх націй, якщо в її місті розміщено видатні твори. Коли ці міста бунтують, вони автоматично приєднуються до Англії.
- Аравія (Саладин) — в цієї нації наука і релігія невіддільні одна від одної. Релігійні споруди не лише укріплюють віру, а й розвивають науку і культуру, до того ж Аравія гарантовано отримує великого пророка. Особливі війська, мамлюки, лікуються в кінці кожного кроку. Зведення медресе дає більше науки, ніж звичайний університет, і додатково укріплює віру, якщо стоїть біля кампусів.
- Ацтеки (Монтесума) — підтримка населення ацтеків зростає від наявності ресурсів розкоші, а споруда тлачтлі додатково збільшує її та сприяє укріпленню віри й замовленню полководців. Воїни-орли ацтеків володіють здатністю поневолювати ворогів, перетворюючи їх на робітників своєї нації. Додатково робітники вміють прискорено розбудовувати міста.
- Бразилія (Педру II) — вирізняється можливістю породжувати і наймати більше видатних людей, ніж інші. Бразильці можуть створювати карнавали, від яких зростає задоволення населення і можна отримати видатних осіб. Нація має особливо сильні кораблі та доступ до бонусів від районів, розміщених поблизу тропічних лісів.
- Вавилон (Хамурапі) — нація, націлена на здобуття ранньої переваги над сусідами. Здатна швидко випередити інші нації в науці та завоюваннях. Під час «осяянь» може одразу відкрити технологію, витративши половину очок науки, генерованих за крок. Воїн сабум кібіттум замінює списоносця, дуже ефективний проти ворожої важкої піхоти та легкої кавалерії, має велику дальність ходу. Водяний млин замінює палгум, що забезпечує виробництво, їжу та житло. Націю додано в доповненні Babylon Pack.
- Велика Колумбія (Сімон Болівар) — нація спирається на сільське господарство й патріотизм. Юніти ходять на 1 клітинку далі та можуть отримувати підвищення, не чекаючи завершення ходу. Можуть будувати ферми асьєнди, що стабільно генерують трохи їжі, золота, виробництва та надають житло. Якщо кілька асьєнд побудовано поруч, з них надходить додаткове виробництво. Вершники льянеро можуть перетинати всі кордони, не зважаючи на дипломатичні відносини, дешево утримуються, посилюються одні біля одних і лікуються в присутності видатних генералів. Націю додано в доповненні Maya & Gran Colombia Pack.
- В'єтнам (Ба Чьєу) — може будувати спеціалізовані райони тільки на клітинках з джунглями, болотами чи лісами, але отримує там додаткові культуру, науки та виробництво відповідно. Здатність будівельників насаджувати ліси відкривається ще в середньовіччі. Арбалетників замінюють лучники на слонах, які дорожчі за арбалетників, натомість сильніші, мають більшу дальність ходу і радіус огляду, та можуть рухатися після атаки. Район військового табору дешевший, ніж в інших націй і крім звичайних бонусів розвиває культуру. В Gathering Storm цей район також збільшує максимальний запас стратегічних ресурсів. Націю додано в доповнення Vietnam & Kublai Khan Pack.
- Візантія (Василій II) — релігійна нація, її юніти посилюються за кожне місто, що сповідує ту ж, релігію, що й Візантія. Війська здатні поширювати свою релігію, а нація загалом має вищі шанси появи пророків. Може будувати кораблі дромони, дуже ефективні як проти морських юнітів, так і наземних, розташованих на узбережжях, але не здатні плавати, поки не вивчено картографію. Має унікальний район іподром, що вирізняється швидкістю будівництва й надає додаткові розваги, порівняно з аналогами. Націю додано в доповненні Byzantium & Gaul Pack.
- Галли (Амбіорікс) — галлські шахти генерують культуру та можуть спровокувати «культурний вибух», коли кордони спонтанно поширюються на навколишні території. Споруда опід замінює індустріальну зону, швидко будується, генерує виробництво, сприяє розвитку інженерії. Воїни гаесати винятково ефективні проти кавалерії та утримуються безкоштовно, отримують бонуси до атаки, коли борються проти сильніших юнітів і захищають свої міста, проте довше наймаються. Нація доступна у складі доповнення Byzantium & Gaul Pack.
- Греція (Перикл або Горго) — так чи інакше її розвиток заснований на культурі. Завдяки любові правителя до мистецтв, міста-держави, що є васалами Греції, автоматично роблять вклад у культурний розвиток. Особливою спорудою Греції є акрополь, який приносить очки культури від забудованих сусідніх територій. За будь-якої політичної системи греки можуть обрати додатковий курс подальшого її розвитку. Воїни гопліти мають здатність ставати сильнішими поряд з іншими гоплітами. Цариця Горго, якщо обрана замість Перикла, дозволяє отримувати очки культури за знищення ворожих військ.
- Грузія (Тамара) — значно спирається на віру. Цариця Тамара здатна оголошувати війну за протекторат, при цьому армія отримує здатність розповсюджувати віру, а вся нація отримує від цього бонуси. Посли цієї нації в містах-державах з тою ж релігією вважаються за впливом за двох кожен. Особлива споруда, фортеця цихе, збільшує обороноздатність навколишніх укріплень. Грузинські воїни хевсури не отримують штрафів при русі перетятою місцевістю. Нація доступна у складі доповнення Rise and Fall.
- Ефіопія (Менелік II) — віра й видобуток ресурсів у цієї нації тісно пов'язані, віра надходить від удосконалених джерел ресурсів. Унікальна споруда — скельна церква, генерує віру, а її обсяг до того ж зростає, коли поряд є гірські клітинки. За віру можна отримати деякі споруди, не витрачаючи золота. Кавалерія оромо може перетинати всі кордони, не зважаючи на дипломатичні відносини, не отримує штрафів до руху на пагорбах, має збільшений радіус огляду й посилену атаку. Націю додано в доповненні Ethiopia Pack.
- Зулуси (Шака) — войовнича нація, що раніше за інших відкриває військові корпуси й армії. Якщо зулуський юніт захоплює місто, він підвищується у званні. В містах з гарнізоном підвищується лояльність. Спеціальний район іканда замінює військови табір і надає житло, а війська в ньому наймаються швидше. Пікінери імпі дешеві, швидко наймаються і мають переваги в атаках із флангу. Нація доступна у складі доповнення Rise and Fall.
- Єгипет (Клеопатра) — ця нація вирізняється прискореним будівництвом на берегах річок і можливістю зводити міські райони і Чудеса Світу на заплавах. Єгиптяни отримують більше за інших прибутків від зовнішніх торгових шляхів і додатково золото для себе та їжу для союзників. Унікальні війська, колісниці марьянну, отримують бонус до дальності ходу, якщо починають рух з рівнинної клітинки.
- Індія (Махатма Ганді або Чандраґупта) — спеціалізується на мирному розвитку. Головна особливість Індії полягає в значних бонусах до релігії, які отримує від мирних сусідів. Нації, що оголошують Індії війну, отримують падіння підтримки свого населення. Особливий юніт вару послаблює навколишніх ворогів. Унікальні для Індії ступінчасті криниці забезпечують населення міст водою і укріплюють віру. Доданий в Rise and Fall Чандраґупта дозволяє цій нації здійснювати загарбницькі війни з бонусами до дальності руху й сили впродовж перших 10-и кроків.
- Індонезія (Трібхувана Віджайтунгадеві) — острівна нація, головна перевага якої полягає в тому, що прибережні клітинки дають додаткову користь при сусідстві з культурними і виробничими центрами. Водні юніти індонезійці можуть створювати за очки віри, а релігійні юніти не витрачають очки переміщення при підйомі чи сходженні на борт суден. Унікальний юніт, джонка, замінює фрегат, рухається швидше та збільшує швидкість інших кораблів у флоті. Споруда кампонг будується в прибережних водах, надає житло і приносить додаткову їжу за кожен рибальський човен поблизу.
- Інки (Пачакутек) — мають переваги в освоєнні гір, збільшуючи навколо видобуток їжі та приріст виробництва. Інки отримують додаткову їжу від караванів, якщо вони починаються біля гір. Робітники цієї нації можуть будувати гірські тунелі. Ферми-тераси інків зводяться на пагорбах, даючи їжу, а від сусідства з водоймами та акведуками також збільшують виробництво. Пращники цієї нації атакують двічі за крок, якщо не вичерпали очки руху. Додана у складі Gathering Storm.
- Іспанія (Філіп II) — морські торгові шляхи приносять більше прибутків. Війська завдають додаткові ушкодження іновірцям, а Інквізиція дозволяє усувати в містах єресі та представників інших релігій. Юніт конкістадор посилюється біля релігійних діячів та може одразу навернути завойоване місто у свою віру. Унікальна споруда, місія, додає очок віри і науки.
- Канада (Вільфред Лор'є) — має переваги в холодному кліматі та дипломатії. Канадцям ніхто не може оголошувати раптову війну, проте й самі вони не можуть її починати та нападати на міста-держави. Нація здатна будувати ферми в тундрі, а придбання снігових і тундрових клітинок коштує дешевше, ніж для інших націй. Споруда льодова ковзанка збільшує вплив Канади, прихильність населення, а при сусідстві зі сніговими й тундровими клітинками розвиває науку. Кінна поліція посилюється біля національних парків. Додана у складі Gathering Storm.
- Китай (Цінь Ши Хуан-ді або Хубілай) — має переваги у бонусах науки і культури від прискорення досліджень і «осяянь». Робітники можуть звести більше вдосконалень міст, а також можуть спрямовуватися на побудову Чудес Світу. Китаю доступна дешева і проста у виробництві артилерія. Зведення Великої стіни надає захист і приносить золото, а з часом сприяє розвитку культури і туризму. З Vietnam & Kublai Khan Pack лідером можна обрати Хубілая, отримавши від нього додатковий слот для картки економіки, прибуток золота й бонуси до розвитку науки й культури при встановленні першого торгового посту з іншою нацією.
- Конго (Мвемба Нзінга) — універсальна нація, якою однаково можна досягнути і військової, і наукової чи культурної перемоги. Кожна реліквія чи шедевр скульптури крім культурного розвитку збільшує продуктивність міст, забезпечує продовольством і приносить золото. Кожного кроку Конго отримує додаткові очки на митців і торговців. Бійці нгао-мбемба володіють здатністю без штрафів на швидкість і дальність огляду пересуватися в лісах. Особлива споруда мбанза є прибудовою до міста, що забезпечує населення продовольством і дає золото. Конго не може будувати релігійні споруди, проте приймає вірування, поширені в більшості союзних міст решти націй.
- Корея (Сондок) — отримує бонуси до науки і культури в усіх містах з губернатором. Унікальний район сеовон розвиває науку та дозволяє отримувати її від навколишніх шахт і ферм. Баліста під назвою хвача, встановлена на возі, наділена дуже високою скорострільністю. Нація доступна у складі доповнення Rise and Fall.
- Крі (Паундмейкер) — ці північноамериканські індіанці розширюють свої території на нічийні землі, якщо ними проходять торгові шляхи. Особлива споруда вігвам надає житло, виробництво, а за сусідство з джерелами ресурсів — золото й їжу. Індіанські воїни замінюють розвідників, наділені підвищеною силою і безкоштовним підвищенням рангу. Союзи з крі дають двосторонню видимість карти, а зовнішні торговельні шляхи приносять додаткову їжу за табори і пасовища в кінцевому пункті. Нація доступна у складі доповнення Rise and Fall.
- Кхмери (Джаяварман VII) — значно залежать від релігійної сфери, священні місця кхмерів розширюють кордони і надають житло, коли розташовані біля річок. Ферми приносять додаткову їжу, коли стоять біля акведуків, а акведуки дають очки віри. Юніт домрі замінює катапульту, здатний переміщуватися і стріляти впродовж одного кроку, та розширювати зону контролю нації.
- Македонія (Александр Македонський) — спрямована на війну і отримує менші штрафи від затяжних конфліктів. Особливі війська, гетайри, є швидкою, проте сильною кавалерією, а мечники гіпасипісти особливо сильні в облозі. Після захоплення міста македоняни отримують низку бонусів, залежно від типів його районів. Будівля школа царських пажів замінює казарми і дає очки науки за підготовку цивільного юніта в своєму місті, а також бонуси при підготовці деяких військових.
- Малі (Манса Муса) — має переваги в економіці та пустельному кліматі. Каравани Малі приносять додаткове золото за кожну пустельну клітинку в місті відбуття. Центри міст мають бонуси до видобутку їжі й розвитку релігії від сусідства з пестелями. Рудники мають зменшене виробництво, проте з них отримується додаткове золото. Торговельні центри замінює ринок Сугуба, де придбання можуть здійснюватись як за золото, так і за очки віри, при цьому зі знижкою. Крім того вони надають бонуси, якщо розташовані біля річки чи священного місця. Вершники мандекалу отримують золото після кожної перемоги. Додана у складі Gathering Storm.
- Маорі (Купе) — починають гру в морі, вже на старті знають мореплавство і кораблебудування та мають бонуси до пересування по воді. Вони активніше за інших розвивають науку й культуру до заснування першого міста. Потім отримують додаткове виробництво від лісів та їжу від рибальства, а також безкоштовного робітника й додаткове населення в столиці. Амфітеатр у маорі замінює марае, що розвиває культуру й релігію на всіх прохідних клітинках. Після відкриття авіації маорі додатково розвивають туризм. Їхній особливий воїн тоа будує укрпілення й може залякувати ворогів, ослаблюючи їх. Додана у складі Gathering Storm.
- Мапуче (Лаутаро) — індіанці мапуче орієнтуються на війну. Війська, найняті в містах із губернаторами, на час їхньої служби отримують більше досвіду і посилюються на час Золотої доби. Унікальна споруда, ідоли Чемамюль, розвивають культуру, а потім сприяють туризму. Вершники малони посилюються поблизу володінь своєї нації. Якщо юніт мапуче здобуває перемогу в битві на території ворожого міста, лояльність цього міста падає. Нація доступна у складі доповнення Rise and Fall.
- Майя (цариця Шість Небес) — особливість цієї нації полягає в сильній залежності від столиці. Райони в столиці надають додаткове житло та золото, як і міста, засновані в радіусі 6 клітинок від столиці. Віддають перевагу рівнинам, де можна вести сільське господарство. Будівництво біля річок або узбережь небажане для майя, позаяк райони там надають менше житла. Унікальна споруда — обсерваторія, швидко будується та розвиває науку. Лучники гул'че вирізняються сильною атакою та перевагою проти поранених ворогів. Націю додано в доповненні Maya & Gran Colombia Pack.
- Монголи (Чингісхан або Хубілай) — нація спрямована на агресивне поширення свого впливу. Встановлюючи торговельні шляхи, монголи миттєво створюють торговельні пости в цільовому місті, тоді як інші нації повинні чекати кілька кроків. Війська сильнішають в міру зростання дипломатичної видимості іншим націям. Кінні лучники кешіки вирізняються великою дальністю ходу та поділяють її з приєднаними військами, ігнорують кордони, проте неефективні проти укріплень і флоту. Юрта орду замінює стайні, надає додатковий досвід і дальність ходу кінноті. Нація доступна у складі доповнення Rise and Fall. У Vietnam & Kublai Khan Pack лідером можна обрати Хубілая, як і для Китаю, отримавши від нього додатковий слот для картки економіки, прибуток золота й бонуси до розвитку науки й культури при встановленні першого торгового посту з іншою нацією.
- Німеччина (Фрідріх Барбаросса) — військова і промислова нація. Німці мають додатковий слот для розміщення там картки військової доктрини, що робить вибір тактик багатшим. Війська мають переваги в боротьбі проти міст-держав. У німецьких містах можливо будувати на один район більше, ніж іншими націями. Споруда ганза, якщо стоїть біля міських районів або родовищ ресурсів, приносить значну кількість очок виробництва. В Новий час німці отримують дешеві та ефективні в океанах субмарини.
- Нідерланди (Вільгельміна) — спирається на водойми, її кампуси, театральні площі і промислові зони, що знаходяться поруч з річкою, отримують бонус за сусідство. Гавані поширюють володіння нації на сусідні клітинки. Особлива споруда польдер розміщується на узбережжях, даючи їжу, виробництво і житла. З розвитком технологій і соціальних інститутів польдери приносять і інші бонуси. Нідерландські лінкори володіють підвищеною дальнобійністю та ефективністю проти укріплених районів. Внутрішні торгові шляхи підвищують лояльність жителів у пункті відправлення, а міжнародні розвивають культуру.
- Норвегія (Гаральд Суворий) — вирізняється спрямуванням на війну і морські подорожі. Норвежці можуть раніше за інших опанувати подорожі океанами та не витрачають очки руху юнітів на заходження і вихід з портів. Кораблі здатні здійснювати набіги, грабуючи прибережні клітинки інших націй. Спеціальні кораблі драккари відновлюють свою міцність після ушкоджень, якщо перебувають у нейтральних водах. Додатково Норвегія має воїнів берсерків, що можуть грабувати території, винятково сильні в нападі, але слабкі в обороні. Зведення церкви ставкірки біля лісів приносить норвежцям бонуси до релігії.
- Нубія (Аманіторе) — нубійська нація отримує бонуси до виробництва з джерел стратегічних ресурсів і золото з джерел рідкісних ресурсів. Її піраміди приносять золото, а за сусідство з районами міст чи центром надає бонуси виробництва чи їжі. Нубійські воїни орієнтовані на дальній бій та швидко накопичують досвід. Стандартних лучників у них заміняють сильніші пітаті.
- Османська імперія (Сулейман) — орієнтована на війну, маючи особливі війська та джерела ресурсів. Особливий губернатор Ібрагім-паша може бути відправлений як до власного міста, так і міста іншої нації задля розвитку дипломатії. Замість банку Османська імперія має Великий базар, що збільшує прихильність населення та кількість доступних ресурсів. Яничари замінюють мушкетерів, вирізняються силою і безкоштовним вдосконаленням. Якщо яничарів найнято в османському місті, на це жертвується одиниця населення, але штраф не діє в захоплених містах інших націй. Замість каперів можуть найматися берберські корсари, що відкриваються раніше та не витрачають очки руху при грабунку берегів. Облогові знаряддя османів швидше будуються та завдають більше руйнувань, ніж в інших націй. Захоплені османами міста не втрачають населення і з часом стають більш прихильними. Додана у складі Gathering Storm.
- Персія (Кір Великий) — ця нація має спрямування на війну і в разі раптового її оголошення отримує бонуси до швидкості руху, а штрафи на дипломатичні дії зменшуються. Елітні піхотинці «безсмертні» здатні атакувати ворогів на відстані. Перси будують сади парадіс, які приносять золото і очки культури, а від внутрішніх торгових шляхів отримують більші прибутки.
- Польща (Ядвіга) — поляки вміють перетворювати військові клітинки карти на універсальні та автоматично розширюють володіння навколо фортів і військових таборів. Ядвіга має здатність поширити свою релігію в захопленому місті, а її реліквії генерують золото, очки віри й культури. Крилаті гусари поляків здатні відкидати ворожий загін на клітинку назад, якщо завдали більше ушкоджень, ніж отримали. Суконні ряди збільшують отримання виробництва від міжнародних торгових шляхів і золота — від внутрішніх.
- Португалія (Жуан III) — ця нація покладається на освоєння узбережних територій та на розвиток флоту. Може торгувати лише з тими іноземними містами, що стоять на узбережжях, але отримує від них більше золота. Морські торговці здатні рухатися далі та одразу можуть перевозити на кораблях інших юнітів. Каравелу замінює корабель нау, що має збільшений радіус огляду, дешеве утримання, безкошвтоне підвищення рангу, та може будувати 2 факторії, що надають золото з виробництвом. Університет замінює навігаційна школа, що пришвидшує будівництво кораблів у місті, забезпечує розвиток науки, житло, та дає очки адміралів і вчених. Додана в доповненні Portugal Pack.
- Рим (Траян) — римляни покладаються на розширення своїх кордонів, від чого залежать інші сфери життя. Від нових міст автоматично прокладаються дороги до столиці, а в самих містах зводяться торгові пости. Торгівля приносить більше прибутків, якщо товари перевозяться через ці пости. При заснуванні нового міста римляни отримують безкоштовну споруду в ньому, а збудовані терми збільшують підтримку населення. Легіонери цієї нації дорожчі за відповідників інших, але сильніші в бою і здатні будувати форти, дороги й заміняти військових інженерів.
- Росія (Петро I) — має особливість у швидкому розширенні кордонів при заснуванні нових міст. Тундрові клітинки у її володіннях укріплюють віру і підвищують продуктивність заводів. Торгові шляхи з більш розвиненими націями розвивають культуру і науку. Особливі війська, козаки, сильніші за звичайних кавалеристів і можуть продовжити рухатися після здійснення атаки. Особлива споруда, лавра, розширює культурні межі міста.
- Скіфія (Томіріс) — скіфи орієнтуються на війну, тому їхні війська мають переваги проти поранених ворогів, а самі швидко лікуються після перемог. Вони можуть створювати лучників і кінноту в подвійній кількості, а унікальний вершник сакі може бути найнятий одразу без наявності коней. Кургани скіфів приносять прибутки і укріплюють віру, особливо біля пасовищ.
- Угорщина (Матвій Корвін) — орієнтована на швидку експансію, маючи здатність прискорювати будівництва, розташовані на берегах річок. Угорщина має бонуси від союзних міст-держав — війська з них збільшують дальність руху. Коли в них наймаються війська, до міста автоматично відсилаються торгові каравани. Угорські війська можуть вдосконалюватися безкоштовно. Особлива споруда, гарячі лазні, замінює зоопарк, надає житло, збільшує виробництво й приваблює туристів. Унікальні бійці, Чорна армія, посилюються, коли поблизу перебувають війська союзних міст-держав. Додана у складі Gathering Storm.
- Фінікія (Дідона) — фокусується на використанні морів і експансії. Найраніше відкриває писемність, а поселенці мають додаткові очки руху й радіус огляду і не отримують штрафів при посадці та висадці з корабля. Міста, засновані фінікійцями на тому ж континенті, де розташована столиця, мають високу прихильність. Гавань у фінікійців замінює котон, де кораблі та поселенці наймаються швидше. Столиця Фінікії може бути перенесена до будь-якого міста з котоном. Всі водні юніти фінікійців на території своїх міст лікуються за один крок. Замість галери мають бірему з більшою силою атаки й дальністю руху. Бірема захищає клітинки навколо від розграбування піратами. Додана у складі Gathering Storm.
- Франція (Катерина де Медичі або Елеонора Аквітанська) — ця нація орієнтується на культуру, маючи прискорене будівництво Чудес Світу, які з часом додатково приваблюють туристів. Гвардійці французів посилюються на континенті, де стоїть їхня столиця, і сприяють появі великих полководців. Унікальна споруда, шато, розвиває культуру і приносить бонуси, якщо стоїть поряд з Чудесами Світу. Франція володіє шпигунами, з допомогою яких збирає більше інформації про інші нації. Елеонора Аквітанська може представляти цю націю так само, як і Англію, з тими ж можливостями.
- Швеція (Христина I) — за кожний тип ландшафту, де засновано місто, шведи отримують прихильність населення, розвиток культури й туризму. Скансен надає житло, збільшує виробництво та приносить золото при сусідстві з бонусними ресурсами. Шведи можуть володіти більшою за інших кількістю творів мистецтва. Каролінська піхота замінює пікінерів, має більше очок руху і за кожне невикористане очко збільшує силу. Додана у складі Gathering Storm.
- Шотландія (Роберт Брюс) — універсальна нація. В щасливих містах шотландці отримують приріст науки й виробництва. Кампуси та промислові зони надають додаткових учених і інженерів. Спеціальна споруда, поле для гольфу, забезпечує щастя, дає золото та очки культури, якщо сусідує з центром міста чи розважальним комплексом. Горець шотландців є розвідником, що посилюється на пагорбах і в лісах. Нація може оголошувати визвольні війни, за яких в перші кроки зростає дальність руху військ і виробництво. Нація доступна у складі доповнення Rise and Fall.
- Шумер (Гільгамеш) — шумери є корисними союзниками, оскільки завжди дотримуються угод, а їхні війська діляться добутим у боях досвідом з військами дружніх держав. Ця нація має переваги на ранніх етапах гри: отримує бонуси від захоплення варварських форпостів і має на озброєнні бойовий віз. Ця бойова одиниця легко протистоїть списоносцям і кавалерії, а також може розганятися на відкритій місцевості. Особлива споруда шумерів, зикурат, зводиться на берегах річок і забезпечує націю очками науки й культури.
- Японія (Ходзьо Токімуне) — здатна створювати компактні міста, які додатково отримують бонуси від близьких районів. Всі японські війська отримують бонуси при битвах на узбережжі й мілководді. Унікальний юніт Японії — самурай, котрий не втрачає сили атаки до самої смерті. З часом японцям відкриваються фабрики електроніки, які приносять очки виробництва і розвивають культуру[10].

### Спеціальні багатокористувацькі режими
В Civilization VI є режими багатокористувацької гри з унікальним ігровим процесом, що суттєво відрізняється від звичайного. Ці режими доступні в базовій версії гри та були додані з оновленнями.
- «Червона смерть» (Red Death). В цьому режимі, доданому у вересні 2019 року, до 12-и гравців змагаються на території, що з часом зменшується. Гра тут відбувається в постапокаліптичному антуражі. На старті кілька націй мають цивільних і військових юнітів. Територія поступово обмежується радіоактивним зараженням, всі водойми також заражені. Досліджуючи руїни міст, або перемагаючи розбійників, гравці отримують нових юнітів і розвивають наявних. Час від часу на краю зараженої зони з'являються контейнери з ресурсами. Перемагає той, в кого останнього лишаються цивільні юніти[11].
- «Пірати» (Pirates). В цьому режимі, доданому в жовтні 2020 року, 4 фракції піратів змагаються в накопиченні очок упродовж 60-и кроків. Ці очки нараховуються за накопичення скарбів, здобуття слави та бої. Пірати не мають міст, а тільки кораблі, якими можуть грабувати узбережжя та інші кораблі (в тому числі «безчесних піратів», якими керує ШІ). Нові кораблі вони можуть отримати, взявши їх на абордаж. Крім того фракції здатні отримати бонуси, захопивши реліквії. При цьому на піратів полюють флоти Іспанії, Англії, Франції та Нідерландів. Режим наслідує гру Sid Meier's Pirates! (1987) та її ремейк 2004 року[12].

## Розробка
Офіційний трейлер-анонс гри був випущений 11 травня 2016 року.
Розробкою гри зайнялася та ж команда Firaxis, яка раніше працювала над доповненнями для Civilization V, і очікувалося, що всі геймплейні нововведення з них будуть доступні в Civilization VI з самого початку. Гра засновувалася на новому рушієві, який задумувався як більш дружелюбний щодо користувацьких модифікацій. Візуальна складова гри та оформлення різних елементів інтерфейсу було навіяне Добою великих географічних відкриттів — на багатьох панелях показувалися компаси і астролябії. Області, покриті туманом війни в попередніх показах зображалися шриховкою, що нагадує карти того часу.
Зимове доповнення 21 грудня додало до стандартного набору націй Польщу, додаткові сценарії (для Польщі і Норвегії), вдосконалення інтерфейсу та дію для юнітів «Бойова готовність». 24 лютого 2017 вийшло доповнення, що додає Австралію і сценарій гри за неї, орієнтований на економічний розвиток. Наступним стало доповнення, що вносить Македонію і Персію та сценарій, присвячений завоюванням Александра Великого.
Оновлення 10 вересня 2019 року додало багатокористувацький режим «Червона смерть», зосереджений на битвах, а не розвитку цивілізації.

## Доповнення
Rise and Fall — видане 8 лютого 2018 року, додає нові нації та збагачує ігровий процес. У доповненні запроваджено концепцію Діб, що настають для нації, залежно від кількості історичних моментів, позначених тими чи іншими досягненнями, як-от першість у чомусь, або відкриття технологій. Якщо нація до кінця поточної історичної епохи не набирає потрібної кількості очок, це спричиняє настання Темної доби, коли виробництво знижене, а населення схильніше до непокори. Темна доба надає особливі картки для форм правління, що дозволяють подолати негативні наслідки, пожертвувавши чимось. Колірна гама гри при цьому тьмянішає. Процвітання навпаки веде в Золоту добу, коли виробництво і єдність підвищені. З початком Золотої доби нація отримує безкоштовних видатних осіб, можна обрати декілька бонусів, відповідних історичній добі. Однак, після Золотої доби зростають шанси настання Темної й навпаки.
В міст з'явився параметр лояльності, що виражає підтримку населенням чинної влади. На неї впливають умови життя та віддаленість міста від інших міст нації. Нелояльні міста можуть оголосити незалежність або й перейти на бік ворога. Стало можливим ставити на чолі міст губернаторів різної спеціалізації. В міру розвитку культури губернатори накопичують очки розвитку, за які можна вдосконалити здібність поточного губернатора, або найняти ще одного. В дипломатії доповнення Rise and Fall додає змогу створювати альянси за метою, такі як військові чи наукові. Якщо якась нація значно розвивається, інші можуть об'єднатися проти неї, отримуючи при цьому свої переваги та штрафи. У Rise and Fall гравець також може в будь-яку мить переглянути хронологію розвитку своєї нації.
Gathering Storm — видане 14 лютого 2019 року, додає нові держави, лідерів, рукотворні чудеса світу та природні дивовижі, юнітів, удосконалення нації, споруди, райони, технології та соціальні інститути. З цим доповненням території, річки, гори тощо називаються згідно культури нації, що першою їх відкрила. Періодично трапляються природні лиха на кшталт повеней чи вивержень вулканів, шторми загрожують потопити кораблі, а морози можуть завадити просуванню армій. З іншого боку, гравці можуть будувати дамби, канали, геотермальні електростанції, щоб захищатися від стихії або й обертати її собі на користь.
З доповненням було впроваджено систему впливу націй на довкілля, наприклад, активне використання вугілля та нафти призводить до глобального потепління, і повені й шторми відбуваються частіше. Нації в Gathering Storm можуть голосувати за різні закони у Світовому конгресі. Було повернуто з Civilization V Дипломатичну перемогу. Тут також впроваджено систему електрозабезпечення в Індустріальну епоху, від якого залежить ефективність багатьох споруд.
Історію було розширено епохою майбутнього з перспективними технологіями, що триває до 2050 року. В науковій перемозі з'явився додатковий етап, на якому потрібно збудувати і доставити до іншої планети корабель з колоністами.
Також гра розширилася двома історичними сценаріями: зберегти свою націю в Європі XIV століття під час епідемії чуми, та відстояти/захопити Париж у Першу світову війну, граючи відповідно за Францію або Німеччину.
New Frontier Pass — серія доповнень, які випускалися кожних два місяці з 21 травня 2020 року. Було видано 6 доповнень, кожне з яких надає додаткову націю, режим та деталі на карті світу. Всі доповнення вимагають наявності Rise and Fall і/або Gathering Storm. У межах цих доповнень видано також розширення ігрового процесу за Теодора Рузвельта й Катерину де Медичі.
- Maya & Gran Colombia Pack — видане 21 травня 2020 року, надає націю майя та Велику Колумбію з пов'язаними містами-державами й природними об'єктами, ресурси кукурудзу та мед. У доповненні з'явилися нові природні лиха: сонячні спалахи та падіння комети. Надає режим «Апокаліпсис», за якого природні лиха стаються дедалі частіше і наприкінці гри щокроку в випадковому місці падає комета. В цьому режимі доступний унікальний юніт, призначений спричиняти природні лиха в обмін на віру. Вимагає наявності доповнення Gathering Storm.
- Ethiopia Pack — видане 23 липня 2020 року, надає ефіопську націю та нові споруди: дипломатичний квартал, консульство й канцелярію. Надає режим «Таємні товариства», в якому існує 4 товариства, що борються між собою за владу над світом. Кожне з них може будувати унікальні споруди, наймати особливих юнітів та має специфічні бонуси. Вимагає наявності доповнень Rise and Fall і Gathering Storm.
- Byzantium & Gaul Pack — видане 24 вересня 2020 року, надає візантійську та галльську нації, а також додаткові чудеса світу й додаткову карту світу. Наявний режим «Драматичні віки», в якому доступні додаткові картки форм правління, а ефекти Золотої й Темної діб посилено. Вимагає наявності доповнень Rise and Fall і Gathering Storm.
- Babylon Pack — видане 19 листопада 2020 року, додає вавилонську націю, додаткові міста-держави та видатних осіб. Новий режим «Герої й легенди» дозволяє нації наймати в містах героїв. Для цього потрібно аби в місті стояв монумент. Кількість доступних героїв залежить від кількості міст. Кожен герой має унікальні здібності. Наприклад, Беовульф не має штрафів при пересуванні пагорбами, та з одного разу знищує будь-якого юніта, бодай трохи слабшого за себе. Кожен герой має наперед визначений термін життя чи кількість застосувань своєї здібності, а після смерті лишає по собі епос (як твір мистецтва) і реліквії (дають бонуси нації, залежно від свого типу), розташовані в монументі міста, де героя було найнято. Героїв можна воскресити, витративши очки віри, але кожне наступне воскресіння коштує дорожче.
- Vietnam & Kublai Khan Pack — видане 28 січня 2021 року, надає в'єтнамську націю та додаткового лідера для монголів і китайців. З цим доповненням нації можуть будувати заказники, щоб підвищити якість проживання на навколишніх клітинках. Потім у заказниках можна закласти священний гай (дає їжу та очки віри) чи заповідник (дає золото та очки науки). Додатковий режим «Монополії та корпорації» пропонує більше значення торгівлі. Видатні торгівці тут впливають на виробництво та можуть засновувати корпорації, що надають обраному місту суттєві бонуси, зокрема подвоєний видобуток стратегічних ресурсів. Коли нація здобуває монополію на певний ресурс, то щокроку отримує додаткове золото й розвиває туризм. Монополією вважається володіння 60 % джерел конкретного ресурсу. Різні види ресурсів надають бонуси в різних сферах.
- Portugal Pack — видане 25 березня 2021 року, додає португальську націю, нові чудеса природи та болотяний тип карт. У цьому доповненні запроваджено режим «Оборона від зомбі», де гравцям належить протистояти навалі зомбі. При цьому зомбі можуть перетворювати на нових зомбі вбитих юнітів (тільки на прилеглих клітинках), і сильнішають, якщо який-небудь зомбі гине. Здорові люди можуть воювати з ними звичайними військами, бойовими машинами, а крім того будувати пастки та барикади. Виконавши спеціальний проєкт, здорові отримують змогу тимчасово контролювати зомбі.

Leader Pass — серія доповнень, які надають нових лідерів для націй, що згруповані за своєю спеціалізацією.
- Great Negotiators Pack — видане 21 листопада 2022 року, надає Авраама Лінкольна для Америки, королеву Мбанде Нзінґа для Конго та султана Саладина (на відміну від наявного Саладина в статусі візира) для Аравії[24]. Того ж дня окремо було видано доповнення з Юлієм Цезарем для Риму для тих, хто має обліковий запис 2K[25].
- Great Commanders Pack — випущене 15 грудня 2022, пропонує Токуґаву для Японії, Надер Шаха для Персії, та Сулеймана Пишного (варіація стандартного Сулеймана) для Османської імперії[26].
- Rulers of China Pack — видане 19 січня 2023 року, доповнює перелік лідерів Китаю імператорами Чжу Ді, Цінь Ши Хуан-ді Об'єднувачем (на відміну від стандартного Цінь Ши Хуан-ді), та імператрицею У Цзетянь[27].
- Rulers of Sahara Pack — видане 16 лютого 2023 року, надає трьох правителів африканських країн: Рамсеса II та Птолемеєву Клеопатру для Єгипту, і Сундіата Кейта для Малі[28].
- Great Builders Pack — випущене 15 березня 2023 року, пропонує трьох лідерів, відомих будівельними проєктами: Феодора для Візантії, Седжон для Кореї та Людвіга II для Німеччини[29].
- Rulers of England Pack — видане 29 березня 2023 року, містить Єлизавету I, Гаральда Гардраду та королеву Вікторію як правителів Англії[30].

## Оцінки й відгуки
| Агрегатор  | Оцінка |
| ---------- | ------ |
| Metacritic | 89/100 |

| Видання        | Оцінка |
| -------------- | ------ |
| Destructoid    | 8.5/10 |
| Game Informer  | 9.5/10 |
| GameRevolution | [ 34 ] |
| GameSpot       | 9/10   |
| IGN            | 9.4/10 |
| PC Gamer (США) | 93/100 |
| Polygon        | 8.5/10 |

| Видання | Оцінка |
| ------- | ------ |
| PlayUA  | 91/100 |

На агрегаторі Metacritic Civilization VI отримала 98 балів зі 100 від критиків та 7,5 від пересічних гравців. Оцінки коливалися від найвищої у 100 балів (Twinfinite) до найнижчої у 70 балів (Impulsegamer).
Провідні ресурси, присвячені відеоіграм, оцінили Civilization VI у 80-90 балів. Так, GameSpot відзначили з позитивних сторін гри районування міст, «розумні та значущі» зміни дипломатії, науки, особливі нюанси кожного виду перемоги та збереження основної формули гри. З недоліків називалися місцями недосконалий ШІ, дратівливий інтерфейс і деякі непродумані аспекти, такі як туризм.
У IGN гру оцінили в 9,4 бала з 10 з висновком: «Civilization VI ввійде до історії як найбільш наповнена можливостями в серії. Деякі з них просто переглянуті версії з класичної „Цивілізації“, але вони знаходять власну ідентичність з новими чудовими ідеями, як розширення міст, налаштовувана влада, пришвидшення досліджень і схеми поведінки лідерів. І хоча ШІ є де доробити, він здатний боротися достатньо, щоб перетворити панування над світом на виклик».
Civilization VI здобула № 8 у переліку найкращих ПК-ігор 2016-го, № 13 серед найбільш обговорюваних ПК-ігор року і № 23 серед найбільш продаваних.
Гра спочатку постачалася з програмним забезпеченням для відстеження реклами Red Shell, але його було видалено після скарг гравців, деякі з яких характеризували програмне забезпечення як шпигунське.

## Україна у Civilization VI
Історичне надбання України представлене у грі трьома націями — Скіфією (серцем якої був південь сучасної України) та, опосередковано, Росією і Польщею, — а також двома видатними особами — українським композитором Миколою Леонтовичем та радянським вченим Сергієм Корольовим.
У назвах населених пунктів Скіфії використано найменування місць археологічних розкопок на території України (Мирів, Чортомлик, Кам'янка-Дніпровська, Куль-Оба), Росії (Костромська, Пазирик, Семеро Братів) та Казахстану (Покровка).
Як і в Civilization V, козаки тут належать до російської нації як особливий рід кавалерії.
До Польської цивілізації у грі належить місто Львів.

### Сценарії
Крім основної кампанії, в грі доступні сценарії — своєрідні короткочасні кампанії (тривалістю в 60 ходів) з наперед визначеними умовами початку, приблизного перебігу і закінчення гри. В одному з таких сценаріїв — «Спадщина Ядвіги», гравець обирає одного з трьох лідерів, що є представниками Польської, Литовської та Волинської знаті. По суті, вони утворюють три відмінні фракції, що перебувають в союзі від початку гри. Представником Волинської знаті є Костянтин Острозький. У фракції доступні наступні міста: Острог (столиця), Київ, Житомир, Рівне, Корець, Ізяслав, Брацлав та інші. За цим сценарієм козаки належать до Волинської знаті як особливий рід кавалерії.